# 棟居快行
棟居 快行（むねすえ としゆき、1955年4月4日 - ） は、日本の法学者（憲法〈特に人権論〉）。学位は、博士（法学）（神戸大学・論文博士・2011年）。神戸大学教授・北海道大学教授・大阪大学教授を経て、専修大学法科大学院教授。山口県出身。いわゆる55年組（1955年生まれの憲法学者）の代表格。小林直樹門下。

## 略歴
- 1978年03月 - 東京大学法学部第一類（私法コース）卒業
- 1978年04月 - 東京大学法学部助手（学士助手）
- 1981年07月 - 神戸大学法学部助教授
- 1991年04月 - 神戸大学法学部教授
- 1999年04月 - 成城大学法学部教授
- 2004年04月 - 北海道大学大学院法学研究科教授
- 2006年10月 - 大阪大学大学院高等司法研究科教授[1]
- 2011年03月 - 神戸大学より博士（法学）の学位を取得（学位論文「人権論の新構成」）[2]
- 2013年04月 - 国立国会図書館専門調査員(主任)
- 2016年04月 - 専修大学法科大学院教授

## 著書

### 単著
- 『憲法講義案　(理論演習)』1-2　信山社出版　1992-93　講義案シリーズ
- 『人権論の新構成 憲法論集1』信山社出版　1992
- 『憲法フィールドノート』日本評論社　1996
- 『憲法学の発想 1 (総論・統治機構)』信山社出版　1998　法学の泉
- 『司法試験論文本試験過去問憲法 解説講義・実況中継』辰已法律研究所　2000
- 『憲法学再論』（信山社出版、2001）
- 『憲法解釈演習 人権・統治機構』信山社出版　2004
- 『人権論の新構成』（信山社）2008
- 『憲法学の可能性』信山社　2012

### 共著
- 『基本的人権の事件簿 憲法の世界へ』赤坂正浩,松井茂記,笹田栄司,常本照樹,市川正人共著（有斐閣選書、2007）
- 『いま、憲法学を問う』浦部法穂,市川正人共編　日本評論社　2001
- 『講座国際人権法』1-4　芹田健太郎,薬師寺公夫,坂元茂樹と編集代表（信山社）2006-11
- 『プロセス演習 憲法（第2版）』工藤達朗・小山剛・赤坂正浩・石川健治・内野正幸・大沢秀介・大津浩・駒村圭吾・笹田栄司・宍戸常寿・鈴木秀美・畑尻剛・村田尚紀・宮地基・矢島基美・山元一（信山社）
- 『いま、憲法学を問う』（日本評論社）
- 『いちばんやさしい憲法入門』（有斐閣）

## 出演番組
- 情報ライブ ミヤネ屋コメンテーター